# Eduardo Neri
Eduardo Neri é um município do estado de Guerrero, no México. Cobrindo uma área de 1289,6 km², em 2005 tinha uma população de 40.328 habitantes.